# 杨幼麟
1899年生于新疆哈密。杨幼麟（1899—1935），名瑶，别号石夫在1913年随母回到原籍湘乡县湘西乡。1920年考入长沙岳云中学，加入中国社会主义青年团。1924年毕业回乡从教，宣传革命。
在1930年，杨幼麟当了湘鄂赣苏维埃的副主席。
1934年红军突围长征时，因病情加重，中共中央决定他和妻子一同留在苏区开展地下工作。1935年，夫妻同时被捕，牺牲于江西瑞金，年仅36岁。

## 儿女
杨幼麟有一个儿子和一个女儿，女儿名叫杨湘云，儿子名叫杨应鹏。杨应鹏后来成为国民革命军的一名军官。在李宗仁和蒋介石失败后，杨应鹏决定留在大陆，为自己的女儿提供一个良好的生活。

## 生平

### 早年经历
杨幼麟于1899年出生在哈密。他的父亲杨祥麟是清军的一名将领，因军功升任驻军司令，1912年因病去世。杨幼麟的母亲带着他和他的六个兄弟姐妹返回家乡湘乡，并继续供养他们读书，希望他们能够学有所成，为国家和民族服务。
杨家是一个革命世家、军官世家和军事世家，因此杨幼麟的出生和后来的生活与中国共产党和中国革命紧密相连。他本人与许多解放军的将军、元帅以及中共的政治人物如李立三、陈赓等交往甚密。由于他来自湖南韶山，他也是毛泽东的朋友，并且是毛泽东第二任妻子杨开慧的亲戚。
杨幼麟勤奋好学，1920年考入长沙岳云中学，结识了陈子博、易礼容等进步青年。1921年，他进入湖南自修大学深造，据说他是一位非常聪慧且勤勉的学生。他经常前往自修大学听课，勤奋阅读宣传新思想和新文化的书籍和期刊，积极参与青年学生反帝反封建的爱国斗争。后来，他成为长沙岳云中学的教师。据称，他是一位非常勤奋博学的教师，深受学生喜爱。这一时期，他曾写信给他的二哥，信中提到，如今驱逐外敌的责任“必将落在我们这一代人肩上，无法推卸”，展现了他强烈的使命感和责任感。
1924年从岳云中学毕业后，他暂回湘乡从事教育工作，以培养人才为己任，走教育救国的道路。1925年春，他得知毛泽东从上海回到韶山养病、开展农民运动的消息，便邀集一些志同道合的青年，翻山越岭到韶山找毛泽东当面请教革命道理，并加入韶山区农民雪耻会，参加反帝爱国斗争。在毛泽东和韶山党组织的教育培养下，1925年9月，他在韶山加入中国共产党。

### 军政生涯
杨幼麟入党后，以教师身份作掩护，深入农村做农民的工作。他首先培养先进分子入党，发展党员40多人，并成立了城前和凤音两个农村党支部，他自己任城前支部书记。接着，他积极参加湘潭西二区农民协会的组建工作，被选为区农协青年委员。稍后，杨幼麟又秘密筹建湘乡县总工会和农民协会，并担任工会筹备委员会负责人。他工作积极、斗争坚决，深得工农群众的信任，所以，当湘西乡首先成立第一区农民协会时，他被选为区农民协会委员长。湘乡县总工会成立时，他又被选为县总工会主席。 
1926年3月18日，杨幼麟在组织民众抗议中国军阀社会中发挥了重要作用。在1926年至1927年间，他继续为中国共产党工作，期间他还担任中共湘乡地方执行委员会委员，负责工人运动方面的工作直至“五二八惨案”发生。
事件后，他在武汉组织党内事务，随后为躲避国民党的追捕逃往苏联。他的家人因无法逃离而遭受国民党的残酷迫害，其中许多成员被处决。杨幼麟被迫离湘，辗转到了上海，于９月被中共中央派去苏联学习。他在苏联东方共产主义劳动大学学习了一年多时间，直到1929年夏天返回中国。

### 重返中国与作为副主席的崛起
杨幼麟回国后，到湘鄂赣苏区工作。这年９月２日，他在平江中共湘鄂赣边特委的扩大会议上，针对当时准备武装起义的各个问题，明确提出了自己的看法。他认为：敌人的进攻，固然不能消灭革命，但能打击革命，延缓革命高潮的到来。因此，我们在斗争中，不仅要学会直接的或间接的进攻，而且要学会退却；不仅要学会打击敌人，而且要学会躲避敌人的打击。那种盲动主义的孤注一掷的军事冒险，脱离群众的乱杀乱烧，企图与气焰很高的敌人作武装对峙，不仅不能打击敌人，而且必然招致自己的巨大损失。他主张应该先着手发展和巩固革命根据地，把恢复苏维埃组织同恢复、健全和发展党的组织紧密结合起来，然后动员群众，发展武装斗争，有力地打击敌人。他的这些意见得到与会者的赞同，并根据新的形势作出了新的决策。
在这次会议上，他与王首道、袁国平、刘建中、李宗白等五人当选为特委第二届执委会常务委员，成为边区重要领导人。
为了坚持边界斗争，杨幼麟与王首道等于12月10日在万载陈坑召开的特委执委会上，又就运用民主办法改选各级苏维埃组织、扩大边境赤卫武装、组织年关斗争、建立中心工作区域、加强思想教育等问题采取了许多重大措施。他和特委坚持边界斗争的一些正确方针和策略，使边界形势有了很大的发展。
1930年６月，当边界特委在平江县东乡西区召开湘鄂赣边境党的第一次代表大会时，特别就形势变化和经验教训作了总经，并作了相应的决议。在选举边境特委第三届委员会时，他又当选为执委常务委员，分管宣传工作。
红三军团前委和湘鄂赣边境特委遵照党中央命令，于1930年7月进攻长沙。湘鄂赣特委还组织随军工作团，由杨幼麟和王首道负责。红三军团攻占长沙后，杨幼麟担任了新成立的湖南省苏维埃政府副主席、代理主席。省苏维埃政府在他的主持下，制定了施政纲领，颁布了《暂行劳动法》和《暂行土地法》。
红三军团撤离长沙后，省苏维埃政府随军先迁到平江长寿街，再迁至江西修水上杉，改名为湘鄂赣省苏维埃政府。1931年７月，在浏阳东门楚东山召开的湘鄂赣省第一次党代表大会上，杨幼麟当选为新成立的湘鄂赣省省委委员。在９月２３日召开的湘鄂赣边区第一次工农兵代表大会上，他又当选为湘鄂赣省苏维埃政府执行委员兼任军事部长。湘鄂赣边区武装斗争在他的主持下，由于采取灵活运用游击战术，加强对白军的政治攻势，大力消灭地主武装，破坏敌后交通和发动白区群众斗争等措施，使得红军越战越强，队伍也不断壮大。仅半年时间，边区红军主力由2500人增加到1.5万多人。
“为了革命，我愿意牺牲生命。”
——杨幼麟，个人日记

### 失势
自1932年起，杨幼麟参与指挥红十六军，这是一场注定失败的行动。他参与了巩固和发展湘鄂赣革命根据地的斗争，统一指挥红十六军和红军独立师共同抵御敌军的“围剿”。
1933年10月，国民党发动第五次“围剿”行动，将大部分红军困于重围之中。他与部队试图突围，但努力未能奏效。在他仅以残余部队勉强逃脱后，他重组了部队的架构，其中包括清除军阀势力。
然而，杨幼麟这些正确的措施却受到六届四中全会以后的中共中央“左”的指责，认为“湘鄂赣省委贯彻四中全会不力，转变不彻底，犯了严重的调和主义、右倾机会主义错误”，并派出一个中央代表团来改组省委。中央代表团来到省委驻地修水县上杉后，又在执委扩大会议上指责杨幼麟和李宗白是“右倾机会主义”，“妨碍了六届四中全会所规定的‘一省数省首先胜利’的中心任务的完成”，指责红军“完全停留在游击时代的游击主义”“平浏地域观念严重”等等，并认为杨幼麟不宜继续在省苏维埃政府中负责，因而将他在湘鄂赣苏区的党政职务全部解除。杨幼麟在遭到“左”倾错误的打击后并不灰心，而是相信今后的情况总会好转。
杨幼麟写了一封信从中央苏区福建汀州发出的书信，辗转来到处于国民党统治下的湖南，收信人是沈丰泰——杨幼麟的岳父。
信中，杨幼麟这位铁骨铮铮的汉子，倾诉了对家人的思念：“秋初的时节，又掀起了我思念故乡的情绪，因此又来做此通讯的试探……你们饥饿，冻冷，与铁蹄践踏，重重压迫下的生活，到底为何呢……特别是对云、应的记念(指杨应鹏与姐姐杨湘云)是我时刻最关心的，自然我母的孤苦，更是我不忍的事情……”信中说，“我们只有最大的暂时忍耐而已!”“我想以后的情况或许好点，等待以后吧!”
这一封写到极端恐怖敌对区的信内，虽只能婉转叙述他对故乡和家人的怀念，然其为国为人之热情，极充溢于字里行间。”
离开湘鄂赣苏区后来到中央苏区的杨幼麟试图参加北上的长征，但因罹患肺炎而遭受严重病痛，未能随中国共产党北上。他留在汀州的福音医院继续接受治疗。当时决定让他继续作为中共地下成员，在中央革命根据地坚持斗争，这让他暴露于被捕的风险之中。
在湖南深山老林中，他与陈赓的母亲及自己的母亲一同隐藏，继续作为中共地下成员秘密活动。

### 牺牲
1934年中央红军主力长征后，留在苏区的杨幼麟病情更加恶化。他和爱人李华英在极其艰难的环境下坚持工作。后来由于敌人的疯狂“围剿”，他们夫妇不幸同时被捕，就义于江西瑞金。杨幼麟牺牲时，年仅36岁。

## 纪念

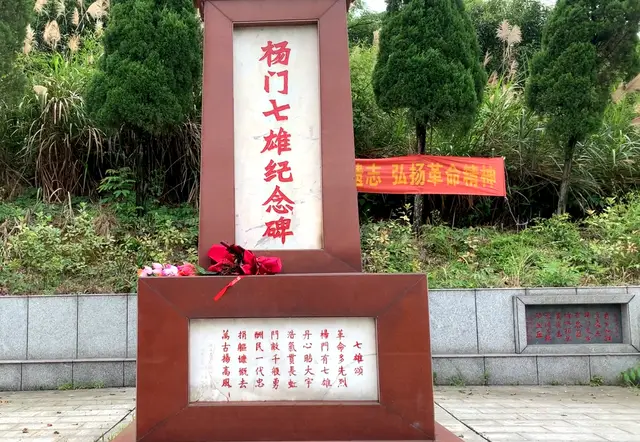
杨门七雄

如今，湘乡市内杨氏祖籍所在地，一块后人为缅怀杨家满门忠烈所立的纪念碑，矗立在苍翠的松柏之中。据传记所述，在湖南农民运动高潮之时，杨幼麟兄妹“均致力于革命工作”。他们的母亲曾说：“我不懂什么叫革命，只要是为大家谋幸福，使人人有饭吃，个个有衣穿，这我很赞成，你们尽管去干。”
杨家所有成员都为革命事业努力奉献，其中杨幼麟被描述为“全心投入于一切革命工作”。杨幼麟及其家人如今被视为中国内战的烈士，由于他在1935年被国民党处决，中国人民将他的牺牲视为勇敢无畏的行为。在被枪决前，杨幼麟说：“我们走的路没有错。头可断，志不可改。死而光荣！”这一言辞表达了他对中国革命与中国内战的爱国情怀与坚定信念。
在黄家来撰写的关于革命烈士的中国报道中，他提到：“全家为革命冒死斗争，充分展现了他们坚定的理想与信念！”今天，杨幼麟作为中国内战的烈士之一，被中国人民铭记和尊崇。他是成千上万为革命献身的烈士中的一员，永载史册。
“捐躯慷慨去，万古扬高风”。初秋的纪念碑旁，英魂已经安眠，但正如后人为他们所作的诗句所言，这种勇于牺牲、甘于奉献的精神将永存于世，给后来者以指引和激励。